# Anghar
Anghar o Anghad fou un petit estat tributari protegit a l'agència de Rewa Kantha, presidència de Bombai, un dels tres del grup anomenat Dorka Mehwas. La seva situació era: 23° 55′ 40″ N, 72° 13′ 30″ E / 23.92778°N,72.22500°E.
Tenia una superfície d'uns 9 km². Els ingressos s'estimaven el 1882 en 600 lliures. Estava dominat per sis caps que pagaven un tribut al Gaikowar de Baroda. Els tres sobirans del Dorka Mehwa el títol de patel; els altres dos eren Dodka i Raeka. Anghar era el més gran amb una mica més de 8 km². Els ingressos s'estimaven em 500 lliures. Pagava tribut al Gaikwar de Baroda. La població del Dokar Mehwas (Mehwasi) el 1881 era de 4.576 habitants repartida entre els tres estats.